# Edmundo Bossio Dioko
Edmundo Bossio Dioko, o també Edmundo Dioco Bosio (Rebola, Fernando Poo, 22 de novembre de 1922- febrer de 1975) va ser un polític equatoguineà.
Entre agost de 1966 i abril de 1967 es va convertir en un dels principals representants del nacionalisme bubi, president de la Cambra Agrària de Fernando Poo, al mateix temps que exercia el càrrec de Procurador en Corts durant la IX Legislatura de les Corts Espanyoles (1967-1971), ja que en les eleccions celebrades en la província de Fernando Poo el 16 de novembre de 1967 obté 4.125 vots de 6.731 emesos. Va participar en la Conferència Constitucional (1967-1968) que va elaborar la Constitució de Guinea Equatorial de 1968.
Va liderar la conformació del grup "Unió Bubi", fundat el 1966 per ell i Enrique Gori Molubela, que posteriorment es va transformar en partit polític, amb el qual va obtenir 5.000 vots en la primera ronda de les eleccions presidencials de setembre de 1968.
Partidari de l'autodeterminació de l'illa de Bioko o bé la seva integració com a Estat en una forma de República Federal, va recolzar no obstant això al partit IPGE de Francisco Macías Nguema enfront del seu principal adversari, el MUNGE de Bonifacio Ondó Edu.
Va ser el primer vicepresident de la recentment formada República de Guinea Equatorial. A la fi de 1974, va ser investigat pels Serveis d'Informació durant el règim de Macías Nguema i sotmès a arrest domiciliari. Va ser detingut i executat al febrer de 1975 sense judici previ durant el règim de Macías Nguema. Es va caracteritzar per la defensa dels interessos del grup sociocultural bubi.